# Marko Myyry
Marko Olavi Myyry, född 15 september 1967 i Kervo, är en finsk före detta fotbollsspelare. Under sin karriär spelade han främst för tyska SV Meppen och belgiska Lokeren. Han gjorde även 60 landskamper för Finlands landslag.